# Carl von Hollitscher
Carl von Hollitscher (geboren als Carl Hollitscher 1845; gestorben 1925) war ein österreichischer Unternehmer, Kunstsammler und Mäzen.

## Leben

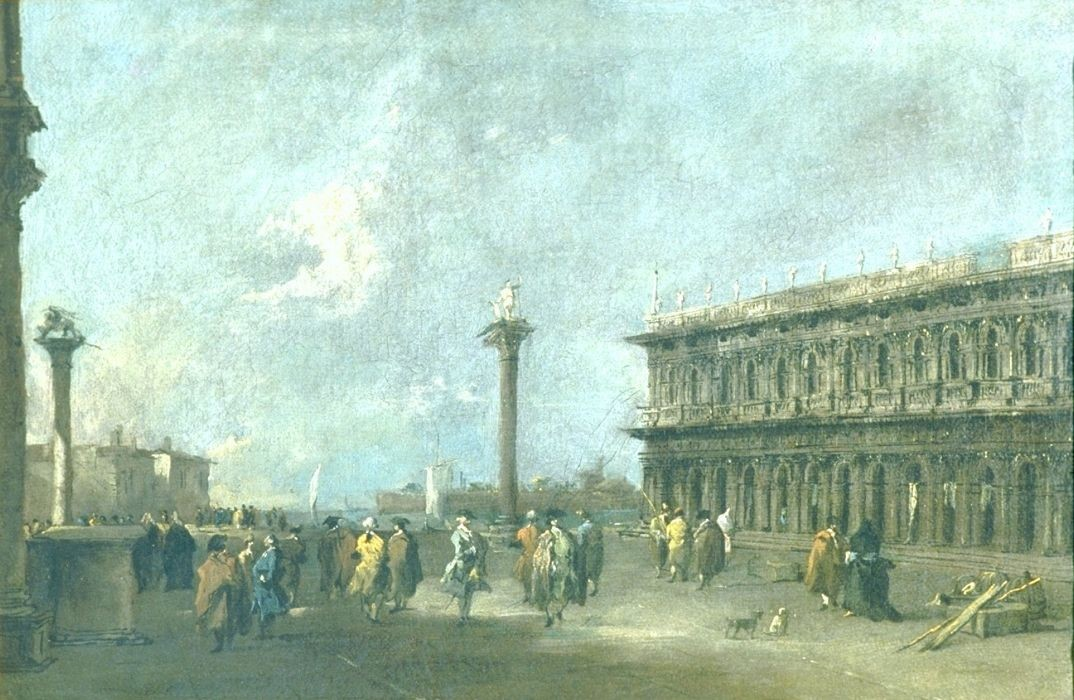
Francesco Guardi: Die Piazzetta di San Marco in Venedig, Stiftung von Carl von Hollitscher an die Berliner Gemäldegalerie

Carl Hollitscher entstammte einer jüdischen Familie und wuchs in Wien auf. Ab 1875 lebte er in Berlin und bewohnte dort zunächst ein Haus in der Victoriastraße 25, zog danach an den Lützowplatz Nr. 3 und lebte schließlich ab 1913 am Pariser Platz Nr. 6. Er wurde 1876 Teilhaber des Rückversicherungsunternehmens Heckscher & Gottlieb und gehörte zur gesellschaftlichen Oberschicht. 1913 betrug sein Einkommen 300.000 Mark und sein Vermögen drei Millionen Mark. Seit 1899 war er Mitglied im Kaiser Friedrich-Museums-Verein, zeitweilig wirkte er als Vorstand der Kunstgeschichtlichen Gesellschaft zu Berlin. Als Mäzen unterstützte er vor allem das Märkische Museum in Berlin. Darüber hinaus stiftete er Objekte an das Kunstgewerbemuseum Berlin und Kunstwerke der Skulpturensammlung und der Gemäldegalerie. Hierzu gehörten beispielsweise eine Statuette mit der Darstellung von Papst Clemens XI. von Bernardino Cametti und das Gemälde Ansicht der Piazetta in Venedig von Francesco Guardi. Für seine Verdienste bei der Vermittlung von Gegenständen aus dem Nachlass des Wiener Sammlers Martin Heckscher an das Berliner Kunstgewerbemuseums erhielt Hollitscher 1898 den preußischen Kronen-Orden 4. Klasse verliehen. In Österreich erhielt er den Orden der Eisernen Krone 3. Klasse und wurde 1900 vom österreichischen Kaiser mit dem Titel Edler von Hollenwarth in den Adelsstand erhoben.

## Sammlung

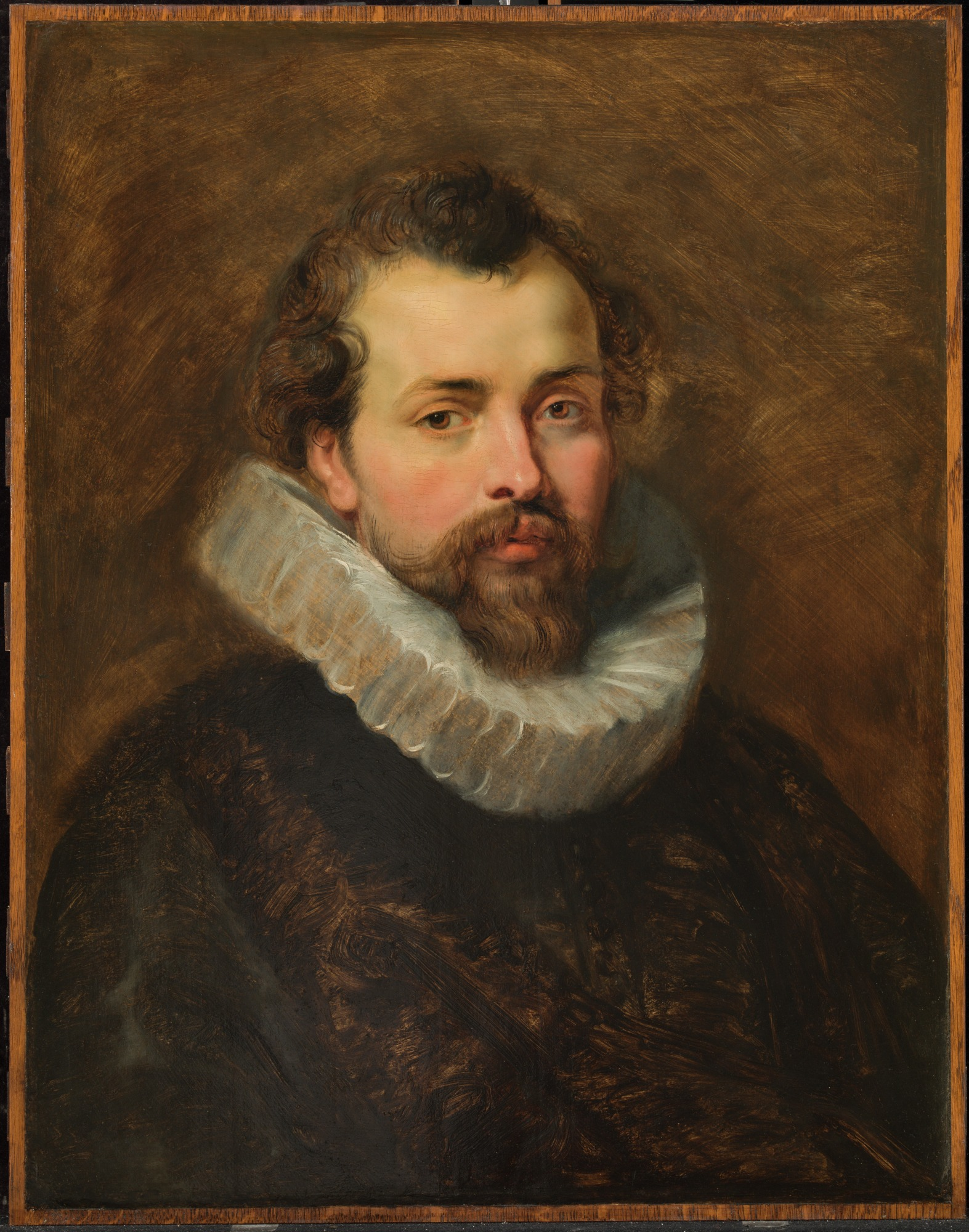
Peter Paul Rubens: Philippe Rubens, der Bruder des Malers 1610–1611, vormals in der Sammlung Hollitscher, Detroit Institute of Arts

Carl von Hollitscher war zu Beginn des 20. Jahrhunderts einer der bedeutenden Kunstsammler in Berlin. Zu seiner Sammlung gehörten Goldschmiedearbeiter und Bronzestatuetten der Renaissance sowie vor allem niederländische und italienische Gemälde des Barock. Häufig erstand er Kunstwerke bei dem in Paris ansässigen Händler Charles Sedelmeyer. Beim Aufbau seiner Sammlung beriet ihn der Direktor der Berliner Gemäldegalerie Wilhelm von Bode. Dieser verfasste 1912 zusammen mit dem Kunsthistoriker Max J. Friedländer einen Katalog zur Sammlung Hollitscher. Zuvor zeigte 1906 der Kaiser Friedrich-Museums-Verein im Palais Redern eine Ausstellung mit Gemälden alter Meister aus dem Besitz seiner Mitglieder. Zu sehen waren bei dieser Gelegenheit auch zahlreiche Werke aus der Sammlung von Hollitscher. Im Alter verlegte von Hollitscher seinen Wohnsitz in die Schweiz und verkaufte in diesem Zusammenhang den Großteil seiner Sammlung. Weitere Werke ließen seine Erben 1928 beim Kunsthändler Paul Cassirer in Berlin versteigern.
In der Sammlung von Hollitscher befanden sich an venezianischen Gemälden die Werke Blick auf den Markusplatz mit dem Campanile und Blick vom Markusplatz auf den Canale Grande von Giovanni Antonio Canal und Blick vom Markusplatz zwischen Säulen und Bibliothek auf den Canale Grande von Francesco Guardi. Hinzu kamen Bilder der flämischen und holländischen Schule wie Frühstückstisch mit Schinken, Taschenkrebs, Pfirsich, Spitzglas, Goldpokal, Silberkanne, Fayenceschale von Abraham van Beijeren, Mädchen mit Kerze im Fensterrahmen von Gerard Dou, Erlegtes Wild von Jan Fyt, Der Bauernkarren, Ansicht der Stadt Veere und Uferlandschaft mit dem Blick auf Dordrecht von Jan van Goyen und das Porträt einer Dame mit Fächer von Frans Hals. Hinzu kamen Strand bei Sonnenuntergang und Der gefrorene Fluß von Aert van der Neer, Musizierende Bauern von Adriaen van Ostade, Halt vor dem Wirtshaus von Isaac van Ostade, Strand mit Blick aufs Meer von Willem van de Velde dem Jüngeren, eine Familienszene von Jan Steen und das Bild Reiter vor dem Marketenderzelt von Philips Wouwerman. Zu den weiteren Werken der Sammlung gehörten das Bildnis Philippe Rubens, der Bruder des Malers von Peter Paul Rubens, Bewaldeter Hügel mit Blick auf Burg Bentheim von Jacob van Ruisdael, Studie einer weinenden Frau von Rembrandt van Rijn, Porträt einer alten Frau von Hans Memling und eine Madonna mit Kind von Jan Gossaert.